# Abraham Moles
Pour les articles homonymes, voir Moles.
Abraham Moles, né le 19 août 1920 à Touzac et mort le 22 mai 1992 à Strasbourg, est l'un des précurseurs des études en sciences de l'information et de la communication en France (il est l'auteur de la préface de l'œuvre canonique de Weaver et Shannon). Professeur, il a enseigné à la Hochschule für Gestaltung d'Ulm et à l'Université de Strasbourg. Son étude sur le kitsch a fait date. Il est également l'inventeur du morphophone (en collaboration avec Jacques Poullin), l'une des premières chambres d'écho électroniques.

## Biographie

### Jeunesse et études
Abraham Moles a suivi des études d'ingénieur en électricité et en acoustique à l’université de Grenoble, en même temps qu'une licence en sciences.
Il suit également les cours d'Aimé Forest et de Jacques Chevalier en philosophie à l’Université de Grenoble, puis ceux de Gaston Berger à l’Université d'Aix et Gaston Bachelard à la Sorbonne.
En 1952, il soutient en Sorbonne une thèse de doctorat d’État sur La structure physique du signal musical et phonétique (sous la direction de René Lucas, Edmond Bauer, Henri Pieron et du physiologiste Alexandre Monnier).

### Parcours professionnel
Il est nommé assistant au Laboratoire de physique de métaux, dirigé d’abord par Félix Esclangon, puis par Louis Néel. Il s'initie aux techniques de la métallurgie, à la manipulation de l’appareillage électrique et électronique, et rédige des rapports d’essais de matériaux ou d’analyses techniques. À la fin de la guerre, il entre au CNRS, au Laboratoire d’acoustique et de vibrations à Marseille, et au CRSIM (Centre de recherche scientifique industriel et maritime), héritier d’un Laboratoire de la Marine nationale (futur Laboratoire d’études mécaniques du CNRS). 
Il participe aux travaux du Centre d’études de la radio-télévision (Jean Tardieu, dir.), rue de l’Université, organisme de recherche de la Radiodiffusion française, et en particulier de l’équipe réunie autour de Pierre Schaeffer, créateur de la musique concrète.
Mais sa situation professionnelle est précaire. Il reçoit deux bourses de la Fondation Rockefeller qu'il met à profit au cours d'un séjour à l'université Columbia (au Département de musique dirigé par Vladimir Ussachevsky).
En 1954, il soutient en Sorbonne une seconde thèse de doctorat d’État, en Lettres (Philosophie) cette fois-ci, intitulée La création scientifique, thèse menée sous la direction de Bachelard. Il obtient le grade et publiera peu de temps après ses travaux en 1957.
De 1954 à 1960, avec de nombreuses interruptions, Abraham Moles occupe la charge de directeur du Laboratoire d’électroacoustique Scherchen, situé dans le petit village de Gravesano en Suisse italienne, sous la direction du chef d’orchestre Hermann Scherchen, l’un des pionniers de Radio Berlin jusqu’en 1933 qui avait révélé des compositeurs aussi fameux que Luciano Berio, Iannis Xenakis, Bruno Maderna, Luigi Nono.
Simultanément, Abraham Moles enseigne à l’Université de Stuttgart (dans le département de Max Bense), ainsi qu'à l’Université de Bonn, à Berlin et à Utrecht. Il obtient enfin un poste de professeur régulier à la Hochschule für Gestaltung à Ulm, fondée après la guerre par Max Bill, héritière en Allemagne de la tradition du Bauhaus de Weimar.
À partir de 1966, il donne des cours à l’Université de Strasbourg (dans le Département dirigé par Henri Lefebvre), d'abord en sociologie puis dans la Chaire de psychologie sociale. Il y crée en 1966 un Institut de psychologie sociale des communications qu'il dirige jusqu'en 1987, appelé communément l'École de Strasbourg par les anciens étudiants devenus universitaires dans le monde entier et aujourd'hui réunis dans l'Association internationale de micropsychologie et de psychologie sociale des communications.
Le 26 octobre 1966, les étudiants situationnistes le prennent pour cible et interrompent son cours à coups de tomates pour caricaturer son rôle d'automate ou de « robot conforme » voué à la « programmation des jeunes cadres ». La consigne « Tomatez Moles ! » avait été donnée dès 1963 en interne chez les situationnistes. Moles avait envoyé une « lettre ouverte au groupe situationniste » datée du 16 décembre 1963 où il proposait « l' axe de la technologie » comme lieu de recherche de « situations nouvelles ». Le numéro 9 de l'I.S. la publie sous le titre « Correspondance avec un cybernéticien », suivie d'une réponse insultante de Guy Debord datée du 26 décembre, adressée à « Petite tête » – très certainement en se référant au tour épistolaire employé par Lautréamont quand il évoquait « les Grandes-Têtes-Molles », expression familière des surréalistes que Moles évoque dans sa lettre ouverte. Et en mars 1967, des admirateurs parisiens des situationnistes vont de nouveau l'interrompre à coups de tomates, lors de sa venue au Musée des Arts décoratifs (Paris) où il est accueilli par Jean-Jacques Lebel.
Son ouvrage Art et ordinateur (1971) transpose en esthétique les théories de Shannon et s'inspire des pratiques de l'Oulipo, dont il est l'invité d'honneur en 1961.
Il co-fonde l'Académie Nationale des Arts de la Rue (ANAR) en 1975 avec notamment Marcel Bleustein-Blanchet, Jacques Dauphin, Christian Chavanon, Paul Delouvrier, Georges Elgozy, Roger Excoffon, Maurice Cazeneuve, ou encore André Parinaud.
Il a présidé la Société française de cybernétique, fondée par Louis Couffignal.

## Textes en ligne
- 1992. « Vilem Flusser, un philosophe des Sudètes ». Communication et langages, nº91, p. 112-114.
- 1990 (avec Claude Lefèvre). El paisaje urbano como fuente de conocimiento (Le paysage urbain comme source de connaissances). Barcelona : Paidós.
- 1989. « Una novedad museográfica : El Museo de Antropología de Xalapa ». Graffiti, nº1
- 1988. « Dire le monde et le transcrire ».Communication et langages, nº76, p. 68-77.
- 1988. « El concepte funcionalista del Bauhaus en la societat del miracle econòmic, la Hochschule für Gestaltung d'Ulm 1 ». Temes de disseny, ISSN 0213-6023, nº2 (« Diseño, Comunicación, Cultura »)
- 1986. « Livre simple, livre complexe, où se situe la fonction éditoriale ? ». Communication et langages, nº67, p. 89-104.
- 1980. « Le livre et les éditeurs ». Communication et langages, nº45, p. 82-96.
- 1979. « Quelques axiomes communicationnels de la société de masse ».Communication et langages, nº41-42, p. 170-171.
- 1979. « Petite analyse du contenu des articles de Communication et langages ». Communication et langages, nº41-42, p. 7-9.
- 1978. « Biblioteca pessoal ; biblioteca universal ». Revista de Biblioteconomia de Brasília, Vol. 6, nº1.
- 1978. « Structuralisme et miniature persane ». Communication et langages, nº40, p. 7-13.
- 1978. « Du sein féminin ». Senologia, vol. 3, nº2, p. 35-37
- 1978. « L'image et le texte ». Communication et langages, nº38, p. 17-29.
- 1972. « Notes pour une typologie des événements ». Communications, nº18 (« L'événement »), p. 90-96.
- 1971. « Qu'est-ce que le Kitsch ? ». Communication et langages, nº9, 1971. p. 74-87.
- 1970. « Art et ordinateur ». Communication et langages, nº7, p. 24-33.
- 1969. « Sociodynamique et politique d'équipement culturel dans la société urbaine ». Communications, nº14 (« La politique culturelle »), p. 137-149.
- 1969. « La situation sociale de l'affiche ». Communication et langages, nº4, p. 73-82.
- 1969. « Objet et communication ». Communications, nº13 (« Les objets »), p. 1-21.
- 1969. « Théorie de la complexité et civilisation industrielle ». Communications, nº13 (« Les objets »), p. 51-63.
- 1969. « Kitsch et objet ». Communications, nº13 (« Les objets »), p. 105-129.
- 1966. « La radio-télévision au service de la promotion socio-culturelle ». Communications, nº7 (« Radio-télévision : réflexions et recherches »). p. 1-10.
- 1966. « Liberté principale, liberté marginale, liberté interstitielle ». Revue française de sociologie, vol. 7, nº2. p. 229-232.
- 1965. « Produkte: ihre funktionelle und strukturelle Komplexität ». Allgemeine Designtheorie. paru en 1961 en français « La notion de quantité en cybernétique ». Les études philosophiques. Nº2 (avril-juin).

## Captation de conférence
- 1986. « L'expérience du Bauhaus après la Deuxième Guerre Mondiale: l'École d'Ulm ». Conférence donnée à la VIIe Setmana Cultural de l'ETSAB (10-13 février 1986). Malgré les problèmes techniques. En français, avec traduction espagnole.

## Œuvres
- 1952. Physique et technique du bruit, Paris, Dunod
- 1957. La création scientifique, Genève, Kister
- 1961. Musiques expérimentales, Zurich, Cercle d'art
- 1963. Communications et langages (en collaboration avec B. Vallancien), Paris, Gauthier-Villars
- 1966. Phonétique et phonation (en collaboration avec B. Vallancien) Paris, Masson
- 1969. L'affiche dans la société urbaine, Paris, Dunod
- 1970. Créativité et méthodes d'innovation, Paris, Fayard
- 1971. Art et ordinateur, Paris, Casterman; Réédité sous une forme augmentée, sous la direction et avec la participation d'Abrah, am Moles, Paris, Editions Blusson, 1990.
- 1971. Psychologie du kitsch, Paris, Denoël
- 1971. La communication, Les dictionnaires du savoir moderne (ouvrage collectif sous la direction d'Abraham Moles et Claude Zeltmann)[8], Paris
- 1972. Théorie des objets, Paris, Éditions universitaires
- 1972. Psychologie de l'espace (en collaboration avec Élisabeth Rohmer), Paris, Casterman
- 1973. Théorie de l'information et perception esthétique, Paris, Denoël
- 1973. Sociodynamique de la culture, Paris, Mouton
- 1973. La communication, Paris, Marabout
- 1976. Micropsychologie et vie quotidienne (en collaboration avec Élisabeth Rohmer), Paris, Denoël
- 1977. Théorie des actes (en collaboration avec Élisabeth Rohmer), Paris, Casterman
- 1981. L'image, communication fonctionnelle, Paris, Casterman
- 1982. Labyrinthes du vécu, Paris, Klincksieck
- 1986. Théorie structurale de la communication et société, Paris, Masson
- 1990. Les sciences de l'imprécis (en collaboration avec Élisabeth Rohmer), Paris, Seuil
- 1998. Psychosociologie de l'espace (en collaboration avec Élisabeth Rohmer), textes rassemblés, mis en forme et présentés par Victor Schwach, Paris, L'Harmattan